# Bløden Hale
Bløden Hale är en halvö på Läsö i Danmark.   Den ligger i Region Nordjylland, i den nordöstra delen av landet, 200 km norr om Köpenhamn. 